# No Way Out – Gegen die Flammen
No Way Out – Gegen die Flammen (Originaltitel Only the Brave) ist eine Filmbiografie von Joseph Kosinski, die am 20. Oktober 2017 in die US-amerikanischen und am 3. Mai 2018 in die deutschen Kinos kam. Der Film schildert die wahren Ereignisse, bei denen im Jahr 2013 bei der Bekämpfung eines Waldbrandes 19 Mitglieder der Granite Mountain Interagency Hotshot Crew ums Leben kamen. Das Drehbuch von Ken Nolan und Eric Warren Singer basiert auf einem Artikel in der Zeitschrift GQ mit dem Titel No Exit von Sean Flynn.

## Handlung

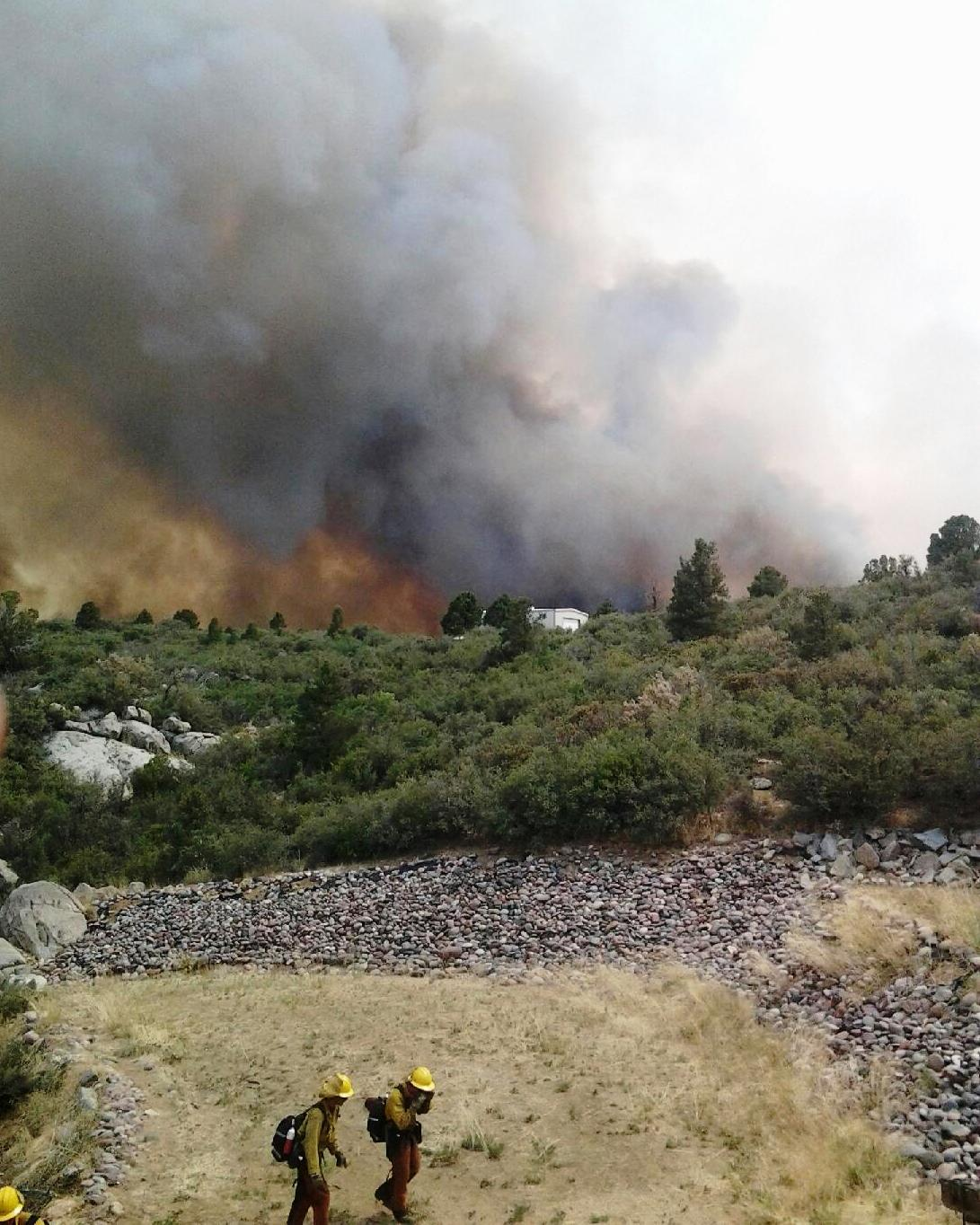
19 Feuerwehrleute verloren im Juni 2013 während eines Waldbrandes in Yarnell ihr Leben

In den 2010er Jahren wird der Südwesten der Vereinigten Staaten von lang anhaltenden Dürren heimgesucht, die zu zahlreichen Waldbränden führen. Eines Tages reagiert Eric Marsh, der Superintendent einer Feuerwehr- und Rettungsorganisation, auf einen Waldbrand in der Nähe von Prescott, Arizona. Eric spricht mit Feuerwehrchef Duane Steinbrink darüber, dass seine Abteilung in naher Zukunft eine Top-Crew sein werde. Duane erklärt, dass kein anderes städtisches Personal im Land einen solchen Status hat und sie sich zu einer längeren Arbeitssaison verpflichten müssten. Erics Frau, Amanda, ärgert sich darüber, dass ihr Mann so lange weg sein wird.
Unterdessen ist ein 21-jähriger Ausgestoßener namens Brendan McDonough ein Free Agent und befasst sich mit Drogenmissbrauch. Als er nach einem Autoeinbruch verhaftet wird, hilft ihm seine Mutter mit einer Kaution, wirft ihn jedoch gleichzeitig aus dem Haus. Seine ehemalige Freundin Natalie bringt ein Kind zur Welt und Brendon möchte sie unterstützen. Er bewirbt sich bei Eric in einem Vorstellungsgespräch und wird ins Team aufgenommen. Er beginnt mit dem Team zu trainieren und bei den Einsätzen teilzunehmen. Nach viel Arbeit und Training wird die Abteilung als Hotshot-Crew zertifiziert.
Im Laufe ihrer Tage kämpft die Crew gegen Waldbrände und muss insbesondere einen historischen Wacholderbaum retten. Dabei wird Brendan von einer wilden Klapperschlange gebissen und ins Krankenhaus eingeliefert. Als er sich erholt, bittet seine Mutter ihn, seine Karriere zu überdenken und mehr Zeit mit seiner Tochter zu verbringen. Nach seiner Entlassung aus dem Krankenhaus bittet Brendan um eine Versetzung, doch Eric ist dagegen. Er fürchtet, dass Brendans zerrüttete Vergangenheit eine Versetzung an einen anderen Ort praktisch unmöglich machen würde. Während des nächsten Einsatzes erklärt Eric, dass er zugunsten seines Stellvertreters Jesse zurücktreten möchte. Die Crew bildet einen Kreis, der scheinbar eine Feuerwand als Show eines Gegenschlags errichtet, aber ein Lösch-Hubschrauber verwechselt es mit einem echten Waldbrand und schüttet Wasser darauf. Als sich Eric umziehen muss, bittet er Brendan, sich einen höher gelegenen Ort als Ausguck zu begeben. Kurz darauf steigert sich der Wind und Brendan wird von einer anderen Crew abgeholt und zu ihrer mobilen Basis gebracht.
Der Rest von Erics Crew versucht sich zurückzuziehen, doch das Feuer blockiert jeden Fluchtweg. Ein weiterer Hubschrauber trifft am Einsatzort ein, lässt jedoch kein Wasser ab, um die Besatzung zu retten. Da es keine andere Wahl gibt, errichten die Männer Feuerunterstände. Das Feuer erreicht die Männer und die Hitze übersteigt 2.000 Grad Fahrenheit. Als ein Sanitäterhubschrauber nach dem Brand den Ort erreicht, sind alle 19 Männer zu Asche verbrannt. Brendan wird zu einer örtlichen Mittelschule gebracht, wo sich die Angehörigen versammeln und über den Tod der Männer erfahren. Brendan als einziger Überlebender stürmt aus dem Schulgebäude und wird von Amanda getröstet.
Drei Jahre später besuchen Brendan und seine Tochter den uralten Wacholderbaum, der Erinnerungsstücke an diejenigen enthält, die während des Brandes umkamen.

## Historischer Hintergrund
Der Film erzählt von wahren Geschehnissen des Yarnell Hill Fires vom Juni 2013. Bei dem Versuch, die Stadt Yarnell in Arizona vor einem Waldbrand zu schützen, wurden die Mitglieder der Feuerwehr der Granite Mountain Hotshots bei einem Wetterumschwung von den Flammen eingeschlossen. Nur ein Mann konnte entkommen, der Rest starb im Feuer. Sie waren zwischen 21 und 43 Jahre alt, vierzehn der gestorbenen Feuerwehrleute waren in den Zwanzigern. Trotz ihres Einsatzes mit Todesfolge erreichte das Feuer die Stadt Yarnell, und etwa die Hälfte der Häuser der Stadt brannte bis auf die Grundmauern nieder. Zur Erinnerung an die ums Leben gekommenen Feuerwehrleute wurden zwei Gedenkstätten errichtet.
Brendan McDonough, einziges überlebendes Mitglied der Granite Mountain Hotshots, hatte das Feuer als Späher aus der Ferne beobachtet und entkam nur knapp. Nach späteren Untersuchungen wurde festgestellt, dass er am Tod seiner Kameraden keine Schuld trug. Dennoch schlug ihm jahrelang Verachtung und Hass entgegen. Später schrieb McDonough ein Buch über das Unglück mit dem Titel My Lost Brothers (engl. für „Meine verlorenen Brüder“).
Norbert Höfler von Stern Online bemerkt, was der Film nicht erzähle, sei das, was nach der Katastrophe passierte, denn nach der Katastrophe wurde jahrelang gestritten: „Es ging um Versicherungszahlungen und die Frage, warum die Männer nicht gerettet werden konnten. Die Witwen der Hotshots wurden gemobbt, weil sie unabhängige Untersuchungen forderten und sich nicht mit schmalen Abfindungen zufrieden geben wollten.“ Roxanne Warneke, die Ehefrau von Feuerwehrmann William, war gerade mit ihrem ersten Kind schwanger, als ihr Mann starb. Später verliebte sie sich neu, heiratete wieder und gründete mit anderen Witwen und Hinterbliebenen die Hilfsorganisation, Wildland Firefighter Guardian Institut (WFGI), so Höfler. Diese hatte sich zum Ziel gesetzt, Feuerwehrleute mit notwendiger Ausrüstung zu versorgen. Viele Löschcrews sind nach wie vor unterfinanziert, so Höfler, und oft fehlen Verbandsmaterial, Handschuhe, Schaufeln, Sägen und simple Schleifwerkzeuge. Die Witwen der Hotshots sammeln zudem Geld für GPS-Sender und Drohnen, mit denen die Löschteams die Brände aus der Luft besser beobachten können. Die Hotshots in Arizona starben, weil sie viel zu spät erkannten, dass der Wind gedreht hatte und das Feuer ihnen den Weg abgeschnitten hatte. Roxanne Warneke ist der Ansicht: „Wenn mein Mann und seine Kameraden damit ausgerüstet gewesen wären, sie würden noch leben.“

## Produktion

### Stab und Filmtitel
Regie führte Joseph Kosinski, das Drehbuch wurde von Ken Nolan und Eric Warren Singer geschrieben. Ein großer Grund für Kosinski, den Film zu machen, war nach eigenen Aussagen der Umstand, dass Feuerwehrleute hinter den Kulissen arbeiten, hierfür jedoch keine Anerkennung verlangen, obwohl das, was sie tun so wichtig sei: „Wir reden nicht nur über einen Film, sondern über das Erbe dieser Feuerwehrleute. Die Kinder einiger dieser Jungs werden den Film eines Tages anschauen, also wollten wir sie so authentisch wie möglich darstellen.“
Das Drehbuch von Ken Nolan und Eric Warren Singer basiert auf einem Artikel in der Zeitschrift GQ mit dem Titel No Exit von Sean Flynn. Daher sollte der Film ursprünglich den Titel No Exit tragen, später sollte er Granite Mountain heißen, bis er schließlich seinen endgültigen Namen Only the Brave erhielt.
Kai Mihm von epd Film erklärt, das Drehbuch konzentriere sich viel stärker auf die Beziehungen innerhalb des Teams und auf die privaten Konflikte der Männer, als auf das Feuer, was ein ehrenhafter Ansatz sei, insbesondere da der Film sich als eine explizite Hommage an die realen Vorbilder versteht.

### Besetzung und Synchronisation

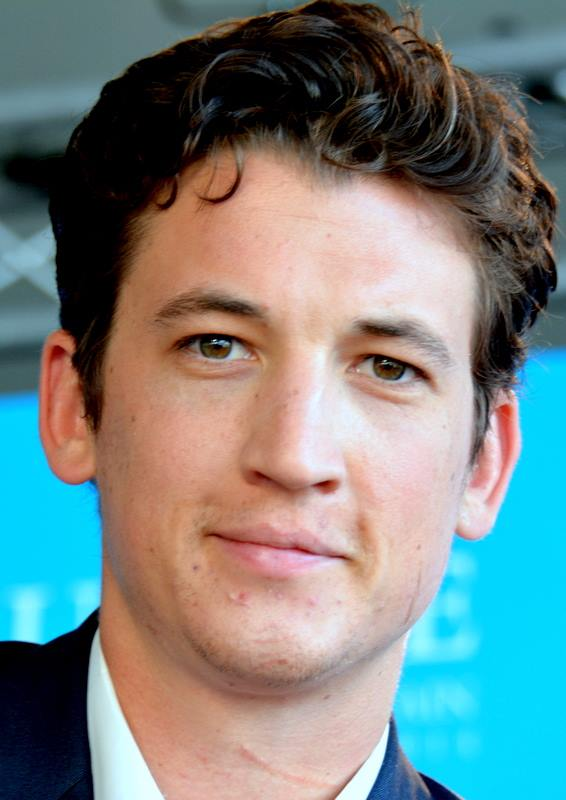
Miles Teller spielt den Überlebenden Brendan McDonough

Miles Teller spielt Brendan McDonough, den einzigen Feuerwehrmann, der den Waldbrand von Yarnell Hill überlebte. Dieser sagte: “You can turn on a channel and hear about so and so’s divorce, but the Hotshots are important, these are Americans, and I take a lot of pride in that, and it’s not political. […] It’s about the guy to the left and the right of you saying we’re all in this together, which we are.” Jennifer Connelly übernahm die Rolle von Amanda Marsh, Pell James spielt Claire Caldwell, und Jenny Gabrielle ist in der Rolle von Desiree Steed zu sehen. Lora Martinez-Cunningham spielt Dr. Ochoa.
Im Folgenden sind die bei dem Yarnell-Hill-Waldbrand gestorbenen Feuerwehrleute mit der Angabe ihres Alters zu ihrem Todeszeitpunkt, die Schauspieler, die sie im Film verkörpern, und ihre deutschen Synchronsprecher aufgelistet. Die Synchronisation entstand nach einem Dialogbuch von Angelika Brötzmann und Erik Paulsen unter der Dialogregie von Paulsen im Auftrag der Christa Kistner Synchronproduktion GmbH, Potsdam. Brendan McDonough wird in der deutschen Fassung von Roman Wolko gesprochen.
| Darsteller            | Reale Person              | Synchronsprecher   |
| --------------------- | ------------------------- | ------------------ |
| Josh Brolin           | Eric Marsh, 43            | K. Dieter Klebsch  |
| Alex Russell          | Andrew Ashcraft, 29       | Tim Knauer         |
| Michael L. McNulty    | Kevin Woyjeck, 21         |                    |
| Jake Picking          | Anthony Rose, 23          | Nick Forsberg      |
| Taylor Kitsch         | Christopher MacKenzie, 30 | Florian Hoffmann   |
| Dylan Kenin           | Robert Caldwell, 23       | Bastian Sierich    |
| Scott Haze            | Clayton Whitted, 28       | Adam Nümm          |
| Thad Luckinbill       | Scott Norris, 28          | Gerrit Hamann      |
| Ryan Michael Busch    | Dustin DeFord, 24         | Simon Derksen      |
| Kenneth Miller        | Sean Misner, 26           |                    |
| Brandon Bunch         | Garret Zuppiger, 27       |                    |
| Scott Foxx            | Travis Carter, 31         | Dennis Sandmann    |
| Sam Quinn             | Grant McKee, 21           |                    |
| Geoff Stults          | Travis Turbyfill, 27      | Tommy Morgenstern  |
| James Badge Dale      | Jesse Steed, 36           | Dennis Schmidt-Foß |
| Ben Hardy             | Wade Parker, 22           | Julius Jellinek    |
| Matthew Van Wettering | Joe Thurston, 32          |                    |
| Ryan Jason Cook       | William Warneke, 25       |                    |
| Nicholas Jenks        | John Percin, 24           |                    |

### Dreharbeiten und Filmmusik
Die Dreharbeiten fanden unter anderem in einem Filmstudio in Santa Fe, in Los Alamos und in Prescott statt, dem Handlungsort des Films. Die Filmmusik komponierte Joseph Trapanese. Im September 2017 veröffentlichte Capitol Nashville den Song Hold the Light gesungen von Dierks Bentley feat. S. Carey, den Trapanese gemeinsam mit dem Singer-Songwriter Jon Randall geschrieben hatte. Der vom Film inspirierte Soundtrack wurde am 20. Oktober 2017 von Capitol Records Nashville veröffentlicht und enthält Lieder von Pearl Jam, Kip Moore, Austin Hanks, Steve Earle, Kenny Wayne Shepherd, The Raconteurs und Jeff Bridges gemeinsam mit den Rusty Pilots.

### Marketing und Veröffentlichung
Im Rahmen der Comic Con in San Diego wurde im Juli 2017 ein erster Trailer zum Film vorgestellt. Die Premiere des Films fand am 8. Oktober 2017 im Regency Village Theatre in Los Angeles statt. Hierzu eingeladen waren Vertreter folgender Feuerwehren: Los Angeles County Fire Department, Los Angeles City Fire Department, Long Beach Fire Department, Orange County Fire Department, San Bernardino County Fire Department, San Bernardino City Fire Department, Downey Fire Department, Compton Fire Department, Manhattan Beach Fire Department, Cal Fire, El Segundo Fire Department, Apple Valley Fire Department, San Diego City Fire Department, Los Angeles County Fire/Lifeguards und die Long Beach Fire/Lifeguards. Der Film kam am 20. Oktober 2017 in die US-Kinos und am 10. November 2017 in die Kinos im Vereinigten Königreich. Ein Kinostart in Deutschland erfolgte am 3. Mai 2018.

## Rezeption

### Altersfreigabe
In den USA wurde der Film von der MPAA als PG-13 eingestuft. In Deutschland erhielt der Film eine Freigabe ab 12 Jahren. In der Freigabebegründung heißt es: „Der Film ist ruhig inszeniert und konzentriert sich vor allem auf das Privat- und Familienleben der Feuerwehrmänner. Erst gegen Ende wird die Situation bei dem tödlichen Einsatz dramatischer, aber der Tod des Teams ist sehr zurückhaltend inszeniert. Danach wird die Trauer der Familien eindrücklich dargestellt. Kinder ab 12 Jahren sind fähig, diese emotionaleren Szenen im Kontext der Erzählung zu betrachten und sie angemessen zu verarbeiten.“

### Kritiken
Der Film konnte bislang 87 Prozent der Kritiker bei Rotten Tomatoes überzeugen.
Peter Debruge von Variety sagt, es handele sich bei dem Film um ein packendes und kraftvoll-emotionales Porträt über ein Yee-Haw-Heldentum.
Kai Mihm von epd Film meint, dankenswerterweise bewahre Joseph Kosinski dabei einen nüchternen Blick, verzichtet auf Heldenpathos und zeigt die „Hotshots“ als geradlinige, unprätentiöse Professionals. Er inszeniere die Crew als eine Mischung aus lakonischen John-Ford-Cowboys und den markigen Piloten in Philip Kaufmans The Right Stuff, was auch ein passender Titel für seinen Film gewesen wäre, so Mihm weiter. Aber so faszinierend die Schilderung der souverän abgewickelten Brandbekämpfungen momentweise auch sei, stelle sich bei den Einsätzen der „Hotshots“ keine rechte Dramatik ein, da die Gefahren für umliegende Städte und Menschen ausschließlich in den Dialogen vermittelt würden und Kosinski kein echtes Gespür für diese ganz spezielle, von traditionellen Wertvorstellungen und Rollenbildern geprägte Männerwelt entwickele.

### Einspielergebnis
Die weltweiten Einnahmen aus Kinovorführungen belaufen sich bislang auf 23,5 Millionen US-Dollar.

### Auszeichnungen
Am 18. Dezember 2017 gab die Academy of Motion Picture Arts and Sciences bekannt, dass sich der Song Hold the Light in einer Vorauswahl von 70 Liedern befindet, aus der die Nominierungen in der Kategorie Bester Filmsong im Rahmen der Oscarverleihung 2018 bestimmt wurden. Am gleichen Tag gab die Academy bekannt, dass sich Joseph Trapaneses Arbeit auf einer Shortlist befindet, aus der die Nominierungen in der Kategorie Beste Filmmusik erfolgten. Im Folgenden weitere Nominierungen.
VES Awards 2018
- Nominierung in der Kategorie Outstanding Supporting Visual Effects in a Photoreal Feature
- Nominierung in der Kategorie Outstanding Effects Simulations in a Photoreal Feature[22]